# Laurine van Riessen
Laurine van Riessen (Leiden, 10 augustus 1987) is een Nederlands oud-langebaanschaatsster en baanwielrenster. Op de Olympische Winterspelen 2010 in Vancouver, Canada won Van Riessen olympisch brons op de 1000 meter langebaan. Van 2007 tot 2015 schaatste ze bij Team LottoNL-Jumbo (in die tijd eerder DSB, Control, en Danone Activia geheten). Sinds 2015 concentreert ze zich op het baanwielrennen. Op 4 september 2018 werd bekend dat Van Riessen gaat rijden voor BEAT Cycling Club.

## Biografie

### Schaatsen

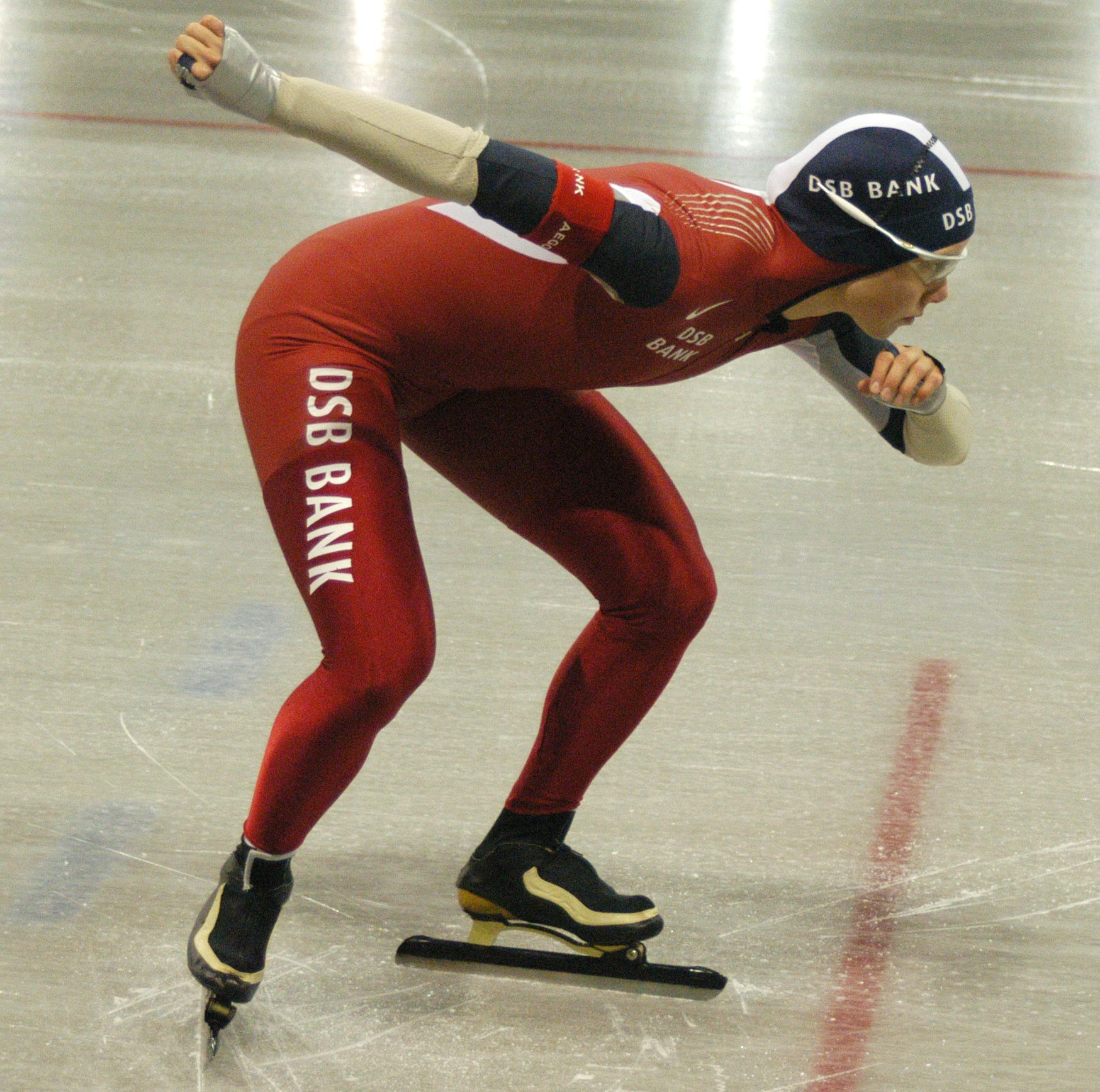
Van Riessen in 2009

Laurine van Riessen begon met schaatsen bij de IJsvereniging Leiden. Ze brak door in het seizoen 2006/07 met een vierde plek op het NK Sprint en een tweede plek op het WK Junioren in Innsbruck. In maart 2007 brak ze het wereldrecord 1000 meter voor junioren van Ireen Wüst met 40 honderdste. Een maand later tekende ze een tweejarig contract bij de schaatsploeg DSB, die later vernoemd werd naar de sponsoren Control, Danone Activia en LottoNL-Jumbo.
In de voorbereiding op het volgende seizoen 2007/08 raakte ze geblesseerd en daardoor was ze niet in topvorm op de NK Afstanden. Hierdoor liep ze ook kwalificatie mis voor de wereldbekerwedstrijden.
Aan het begin van het seizoen 2008/09 liep ze op het NK afstanden van 2009 kwalificatie voor de wereldbekerwedstrijden op de 500 meter ondanks haar vijfde plaats mis omdat Natasja Bruintjes een snellere beste race had, maar dankzij haar prestaties op de 1000 en 1500 meter wist zij zich op deze beide afstanden wel te kwalificeren voor de wereldbekercyclus. Op 7 december 2008 won ze in Changchun (China) op de 1000 meter (met een nieuw baanrecord van 1.17,25) haar eerste WB-zege. In het eindklassement eindigde Van Riessen op de 1500 meter als derde.
Van Riessen deed in 2010 mee aan de Olympische Winterspelen in Vancouver. Ze werd 19e op de 500 meter en eindigde als derde op de 1000 meter. Op de 1500 meter werd ze 17e met een tijd van 1.59,79 minuten. Voor haar prestaties tijdens de Olympische Spelen kreeg Van Riessen de titel Sportvrouw 2010 van de gemeente Leiden.
Op 7 mei 2010 werd Van Riessen na het vertrek van Timmer, Gerritsen en Boer naar Team Liga ineens de kopvrouw van Control. Op 2 november 2010 zei Van Riessen hierover dat ze het een rare beslissing van het trio vond omdat de sportieve mogelijkheden onder Orie nog altijd even groot zijn.
Op de NK afstanden 2011 begon Van Riessen het seizoen met een zilveren en twee bronzen medailles.
Tijdens de wereldbekerwedstrijd in Salt Lake City wist van Riessen haar tweede wereldbekeroverwinning te behalen op de 1000 meter in een rechtstreeks duel met Gerritsen in een persoonlijk record: 1.14,21. Op 3 februari 2012 werd ze regerend kampioene kortebaanschaatsen, een schaatswedstrijd op natuurijs over 140 meter.
Tijdens het NK Sprint 2015 eindigde Van Riessen als tweede en wist ze naast het WK Sprint zich tevens te plaatsen voor het WK Afstanden in Thialf op de 500 en 1000 meter. Een paar maanden later besloot ze om afscheid te nemen van schaatsploeg LottoNL-Jumbo, zich te focussen op het baanwielrennen voor de Olympische Zomerspelen in 2016 en daarna terug te keren naar het schaatsen voor de Winterspelen in 2018. Na haar deelname aan de spelen in Rio de Janeiro zou ze echter niet meer op het ijs terugkeren.

### Baanwielrennen

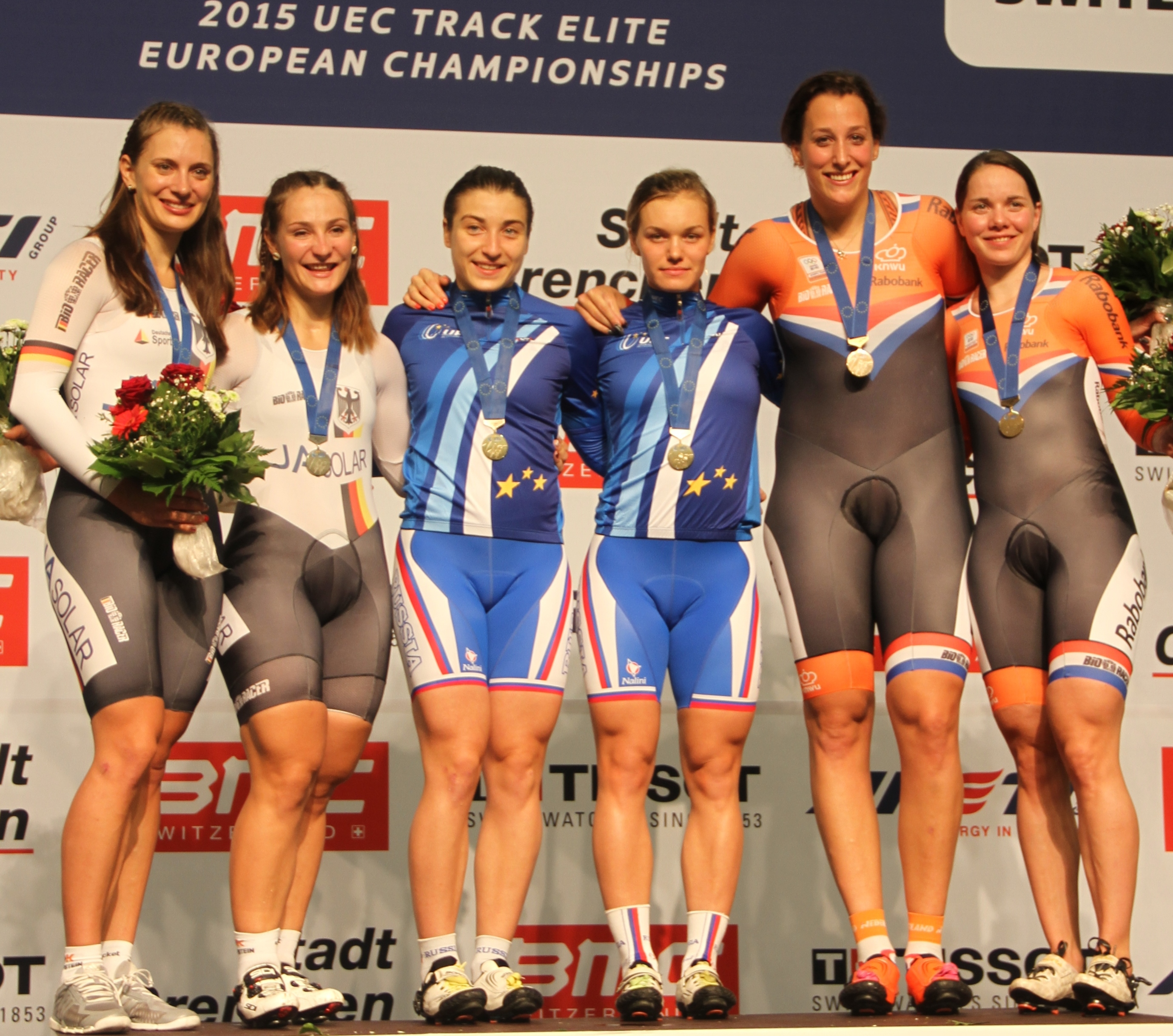
Elis Ligtlee en Laurine van Riessen (r.) winnen in 2015 brons bij de teamsprint op het EK in Grenchen

In 2014 benaderde het NOC*NSF een aantal sporters uit verschillende disciplines om mee te doen aan een test bij de nationale ploeg bij het baanwielrennen van trainer René Wolff. Van Riessen bleek de beste kandidaat om Elis Ligtlee op gang te brengen. Op 25 maart 2015 maakte Van Riessen bekend zich het komende anderhalf jaar te richten op het wielrennen richting de Olympische Zomerspelen in Rio de Janeiro in 2016.
In oktober 2015 maakte Van Riessen in het Zwitserse Grenchen haar EK-debuut als baanwielrenster, ze won met Ligtlee een bronzen medaille op de teamsprint. Dat Van Riessen een verdienstelijk baanwielrenster is, bewees ze ook op het NK Baanwielrennen 2015, waar ze zowel de sprint, de 500 meter tijdrit als de keirin op haar naam wist te schrijven.
Op de keirin eindigde ze als negende en met wielerpartner Elis Ligtlee vijfde op de teamsprint in een Nederlands record. Op 22 september 2016 besloot ze daarom ook definitief voor wielrennen te kiezen richting de Olympische Zomerspelen 2020 in Tokio. Op 12 november 2017 won Van Riessen zilver op de sprint; Kristina Vogel ging ervandoor met het goud. In augustus 2021 werd ze namens Nederland samen met Shanne Braspennincx vierde in de teamsprint op de Olympische Spelen in Tokio. Drie dagen later kwam ze in de kwartfinale van het onderdeel keirin zwaar ten val: ze liep meerdere gebroken ribben, een gebroken sleutelbeen en een longkneuzing op. De finale van de keirin werd gewonnen door Braspennincx.

## Persoonlijk
In 2005 behaalde Van Riessen haar diploma aan het Stedelijk Gymnasium Leiden. Naast haar sportcarrière heeft Van Riessen een Bachelor Rechtswetenschappen aan de Open Universiteit en cum laude een Master Fiscaal Recht aan de Universiteit van Amsterdam afgerond. Van Riessen heeft een relatie met wielrenner Matthijs Büchli.

## Prestaties schaatsen

### Persoonlijke records
| Afstand    | Tijd    | Datum            | Baan           |
| ---------- | ------- | ---------------- | -------------- |
| 500 meter  | 37,64   | 19 januari 2013  | Calgary        |
| 1000 meter | 1.14,21 | 22 januari 2012  | Salt Lake City |
| 1500 meter | 1.55,98 | 13 december 2009 | Salt Lake City |
| 3000 meter | 4.15,07 | 14 maart 2007    | Calgary        |
| 5000 meter | 8.01,43 | 6 januari 2006   | Groningen      |

### Wereldrecords
| Nr. | Afstand             | Tijd    | Datum         | Baan    |
| --- | ------------------- | ------- | ------------- | ------- |
| jr1 | 1000 meter junioren | 1.15,53 | 16 maart 2007 | Calgary |

### Resultaten
| Jaar | NK Afstanden                | NK Allround          | NK Sprint           | NK Kortebaan | WK Sprint             | WK Afstanden      | Olympische Spelen            | Wereldbeker                           | WK Junioren   |
| ---- | --------------------------- | -------------------- | ------------------- | ------------ | --------------------- | ----------------- | ---------------------------- | ------------------------------------- | ------------- |
| 2006 | 9e 500m 16e 1000m           | 8e (4e,12e,4e,10e)   |                     |              |                       |                   |                              |                                       |               |
| 2007 | 5e 500m 11e 1000m 8e 1500m  | NC11e (4e,16e,10e,-) | 4e (5e,5e,4e,4e)    |              |                       |                   |                              | 23e 100m 24e 500m 38e 1000m 38e 1500m | achtervolging |
| 2008 | 7e 500m 9e 1000m 12e 1500m  |                      |                     |              |                       |                   |                              | 6e achtervolging                      |               |
| 2009 | 5e 500m 4e 1000m 5e 1500m   |                      | · (,4e,6e,5e)       |              | 10e (9e,5e,20e,5e)    | 8e 1000m 7e 1500m |                              | 0p 100m · 43e 500m · 1000m · 8e 1500m |               |
| 2010 | 5e 500m 4e 1000m 8e 1500m   |                      | · (4e,,)            |              |                       |                   | 19e 500m · 1000m · 17e 1500m | 10e 500m 7e 1000m 21e 1500m           |               |
| 2011 | 500m · 1000m · 1500m        |                      | · (,4e,4e,)         |              | 6e · (9e,4e,6e,)      | 22e 500m          |                              | 8e 500m 6e 1000m 11e 1500m            |               |
| 2012 | 4e 500m 5e 1000m 12e 1500m  |                      | 6e (4e,4e,4e,4e)    | Goud         |                       |                   |                              |                                       |               |
| 2013 | 500m · 4e 1000m · 6e 1500m  |                      | · (, 6e, , 4e)      |              | 14e (18e,17e,18e,13e) |                   |                              |                                       |               |
| 2014 | 500m · 7e 1000m · 19e 1500m |                      | 4e · (5e, 8e, , 6e) |              |                       |                   | 11e 500m                     |                                       |               |
| 2015 | 8e 500m · 1000m · 1500m     |                      | Zilver              |              | DQ2                   | 10e 1000m         |                              |                                       |               |
| 2016 |                             |                      |                     |              |                       |                   |                              |                                       |               |

NC# = niet gekwalificeerd voor de laatste afstand, maar wel als #e geklasseerd in de eindrangschikking

### Medaillespiegel
| Kampioenschap     | Goud | Zilver | Brons |
| ----------------- | ---- | ------ | ----- |
| NK Afstanden      | 0    | 2      | 4     |
| NK Sprint         | 0    | 1      | 4     |
| WK Junioren       | 1    | 1      | 0     |
| Wereldbeker       | 0    | 0      | 1     |
| Olympische Spelen | 0    | 0      | 1     |
| NK Kortebaan      | 1    | 0      | 0     |

### Wereldbeker
Wereldbeker 2006/07
100 meter: 23e
Wereldbeker 2008/09
WB 1:  1000m; 10e 1500m
WB 2: 4e 1000m; 5e 1500m
WB 3: 6e 1500m
WB 4: 5e 500m (B);  1000m;  1000m
(B) = B-groep
Eindstand 500m: 43e
Eindstand 1000m: 3e
Eindstand 1500m: 8e

## Prestaties baanwielrennen
| Jaar      | NK                                  | EK                      | WK         | Olympische Spelen                  | Overig |
| Als elite | Als elite                           | Als elite               | Als elite  | Als elite                          | Als elite |
| --------- | ----------------------------------- | ----------------------- | ---------- | ---------------------------------- | --- |
| 2015      | 500m · keirin · Sprint · teamsprint | teamsprint              |            |                                    | US Grand Prix of Colorado Springs: 1e sprint en keirin |
| 2016      | 500m · Keirin · sprint              |                         |            | 5e teamsprint 9e keirin 16e sprint | Milton International Challenge: 1e sprint, 500m en keirin |
| 2017      | 500m · Keirin · sprint · teamsprint |                         |            |                                    | International track meeting Gent: 1e sprint en keirin · WB Manchester: sprint en Keirin · WB Milton: Sprint en teamsprint · Dublin International:1e sprint en keirin |
| 2018      | 500m · Keirin · sprint · teamsprint | 5e keirin 4e teamsprint | teamsprint |                                    | WB Saint-Quentin-en-Yvelines: keirin · WB Berlijn: Keirin · WB Londen: sprint                                                                                        |
| 2019      | sprint                              |                         |            |                                    | Grenchen: 1e sprint en keirin |
| 2020      |                                     |                         |            |                                    | WB Milton: sprint, keirin |
| 2021      | Keirin · sprint                     |                         |            | 4e teamsprint                      | |
| 2022      |                                     | sprint                  |            |                                    | |